# Cara Napoli
Cara Napoli è il diciannovesimo album della cantante italiana Iva Zanicchi, pubblicato nel gennaio del 1977.
L'album è presente sulle piattaforme digitali e sui servizi di streaming.
(Iva Zanicchi, Munasterio 'e Santa Chiara)

## Il disco
Il 1977 si apre con la pubblicazione di un nuovo long playing, che la Ri-Fi si appresta ad immettere nel mercato già nel mese di gennaio.
Questa volta, però, più lontana da logiche commerciali, l'artista decide di inoltrarsi nei suoni e nei temi della musica mediterranea, riprendendo il filone che la contraddistingue nel panorama musicale italiano, iniziato sette anni prima con gli album Caro Theodorakis... Iva e Caro Aznavour.
Chiama, quindi, questo nuovo disco Cara Napoli, un album a tema, in cui Iva, grazie ad arrangiamenti nuovi e più moderni, interpreta alcuni classici della canzone partenopea. Per questo si avvale della collaborazione del batterista e cantautore napoletano Tullio De Piscopo, che firma per lei l’unico inedito contenuto al suo interno, ‘O destino”.
La copertina del disco, realizzata anche questa volta da Luciano Tallarini, mostra una Iva Zanicchi in stile anni '50, circondata da immagini e simboli del capoluogo partenopeo, come in un dipinto che ricorda molto lo stile di Salvador Dalí.

## Tracce
1. Munasterio 'e Santa Chiara - 4:35 - (Alberto Barberis - Michele Galdieri)
2. 'Nu quarto 'e luna - 2:54 - (Nino Oliviero - Tito Manlio)
3. 'Na voce, 'na chitarra (e 'o poco 'e luna) - 4:10 - (Ugo Calise - Carlo Alberto Rossi)
4. Quanno staje cu mme'! - 3:10 - (Nino Oliviero)
5. E po' veniste tu!... - 3:48 - (Ettore Lombardi - Umberto Boselli)
6. Passione - 3:32 - (Nicola Valente - E. Tagliaferri - Libero Bovio)
7. Anema e core - 3:40 - (Salve D'Esposito - Tito Manlio)
8. Che m'e 'mparato a fa' - 2:54 - (Armando Trovajoli - Dino Verde)
9. Accarezzame - 4:00 - (Pino Calvi - Nisa)
10. 'O destino - 4:57 - (Tullio De Piscopo - S. Palumbo)

## Formazione
- Iva Zanicchi – voce
- Sergio Farina – chitarra elettrica
- Bruno Crovetto – basso
- Tullio De Piscopo – batteria, percussioni
- Enrico Intra – tastiera
- Bruno De Filippi – armonica
- Lella Esposito, Mara Pacini, Wanda Radicchi – cori

## Stampe fuori dall'Italia
| Anno di pubblicazione | Paese    | Titolo      | Etichetta                        |
| --------------------- | -------- | ----------- | -------------------------------- |
| 1977                  | Germania | Cara Napoli | RI-FI/METRONOME - 69.002         |
| 1977                  | Brasile  | Cara Napoli | RI-FI/Continental – 3.18-404-014 |